# NGC 666
NGC 666 je galaksija u zviježđu Trokut.

## Vanjske poveznice
- SEDS: NGC 0666